# Филателистическая география
Филателистическая география (производные сокращённые названия — «филгеография», «геофила») — направление коллекционирования почтовых марок, когда коллекционеры ставят своей целью собрать по одной или по несколько марок каждой страны, территории, местной почтовой службы, всех периодов политического управления каждого отдельного государства. По оценкам последователей этого направления из бывшей Чехословакии, где филателистическая география вызывает особый интерес, исторически можно насчитать 780 таких марочных территорий-эмитентов.

## Терминология
Своим русским названием это направление филателии в первую очередь обязано опубликованной в 1966 году книге «Филателистическая география», составителем которой выступил председатель Московского городского общества коллекционеров Л. Л. Лепешинский.
В зарубежной практике используются аналогичные термины — англ. «geographilately» и «geophila».
Филгеографию не следует путать с картофилателией — собиранием почтовых марок, на которых изображены географические карты. Последнее направление более распространено за рубежом.

## Филателистические объединения
Особую популярность филателистическая география получила в бывшей Чехословакии, где в 1971 году вышел в свет «Филателистический атлас» Богуслава Глинки и Людвика Мухи, позднее переиздававшийся неоднократно, в том числе и на английском языке.
При Союзе чехословацких филателистов 4 ноября 1989 года была образована Ассоциация GEOPHILA. 3 июня 1994 года эта ассоциация была официально зарегистрирована как самостоятельное объединение коллекционеров, собирающих марки территорий мира. Ассоциация и её члены проводят встречи, участвуют в филателистических выставках, издают справочники и информационный листок чеш. «GEOGRAFILATELIE» (выходит два—три раза в год).
Одним из подвижников филателистической географии был Иржи Марек (Jiří Marek; ум. 2015), который в 1996—2008 годах опубликовал девять филателистических атласов для отдельных континентов и регионов мира. На основании филателистических атласов за всю историю почты и филателии было определено порядка 780 марочных территорий (эмитентов). Позднее братиславским коллекционером Петером Вальднером был создан виртуальный клуб англ. ASFE Slovakia (от «A Stamp From Everywhere», с англ. — «одна марка отовсюду»), к которому присоединились многие собиратели марок по географическому принципу. При этом в зависимости от количества охваченных в коллекции территорий члены клуба «ранжированы» следующим образом: до 99 эмитентов, 100—199, 200—299, 300—399, 400—499, 500—599, 600—699 и более 700 марочных территорий. Сам Петер Вальднер входит в последнюю категорию ASFE-коллекционеров.